# Hassan II:s moské
Hassan II:s moské är en moské i Casablanca i Marocko, och är världens högsta moské. Den färdigställdes 1993, och ritades av den franske arkitekten Michel Pinseau. Moskén är namngiven efter Marockos kung Hassan II. Den mäter 200 x 100 meter, och står precis vid havet. Minareten är 210 meter hög vilket är högst i världen. Detta gör att det är enda minareten i världen som har en hiss. I moskén finns en koranskola, hammam, ett omfattande bibliotek, ett museum över Marockos historia och konferensrum. Bönehallen rymmer 25 000 människor, där män ber på golvet och kvinnor på de två läktare som finns längs med väggarna. Ytterligare 80 000 människor får plats på torget utanför moskén.

## Arkitektur
Moskén är huvudsakligen byggd av marmor, men har även inslag av granit och Ceder. Allt byggmaterial var hämtat runtom i Marocko, med undantaget av 56 ljuskronor gjorda av Italienskt muranoglas. Dörrarna är gjorda av titan för att undvika korrosion från havsvattnet som de ständigt exponeras för. De största dörrarna väger uppemot 10 ton och är helt elektriska. Taket väger 1 100 ton är öppningsbart på några minuter, men öppnas enbart under speciella tillfällen. Mitten av bönerummet består delvis av glas som både ger utsmyckning och ljusinsläppt till rummen där Abdest genomförs. Dessa rummen har fontäner utformade som lotusblommor, där den rituella tvättningen genomförs.